# Neuville-Saint-Vaast
Neuville-Saint-Vaast ist eine französische Gemeinde im Arrondissement Arras im Département Pas-de-Calais in der Region Hauts-de-France. Die Gemeinde gehört zum Arras-1 (bis 2015: Kanton Vimy). Sie hat 1.626 Einwohner (Stand: 1. Januar 2022), die Neuvillois genannt werden. 

## Geographie
Neuville-Saint-Vaast liegt etwa sieben Kilometer nordnordwestlich von Arras. Umgeben wird Neuville-Saint-Vaast von den Nachbargemeinden Souchez im Norden, Givenchy-en-Gohelle im Norden und Nordosten, Vimy im Nordosten, Thélus im Osten, Roclincourt im Südosten, Écurie und Sainte-Catherine im Süden, Anzin-Saint-Aubin und Marœuil im Südwesten, Mont-Saint-Éloi im Westen sowie Carency im Nordwesten.
Durch die Gemeinde führt die Autoroute A26.

## Geschichte
Während des Ersten Weltkriegs wurde Neuville-Saint-Vaast vollständig zerstört. Nach dem Krieg wurde der Ort komplett rekonstruiert.
| Bevölkerungsentwicklung   | Bevölkerungsentwicklung | Bevölkerungsentwicklung | Bevölkerungsentwicklung | Bevölkerungsentwicklung | Bevölkerungsentwicklung | Bevölkerungsentwicklung | Bevölkerungsentwicklung | Bevölkerungsentwicklung |
| ------------------------- | ----------------------- | ----------------------- | ----------------------- | ----------------------- | ----------------------- | ----------------------- | ----------------------- | ----------------------- |
| Jahr                      | 1962                    | 1968                    | 1975                    | 1982                    | 1990                    | 1999                    | 2006                    | 2013                    |
| Einwohner                 | 918                     | 927                     | 973                     | 1129                    | 1295                    | 1400                    | 1473                    | 1505                    |
| Quelle: Cassini und INSEE |                         |                         |                         |                         |                         |                         |                         |                         |

## Sehenswürdigkeiten
- Kirche Saint-Laurent, 1925 errichtet
- französischer Nationalfriedhof La Targette[1]
- britischer Militärfriedhof
- Deutsche Kriegsgräberstätte Neuville-St. Vaast
- Friedhöfe und Mahnmale für kanadische, tschechische und polnische Soldaten

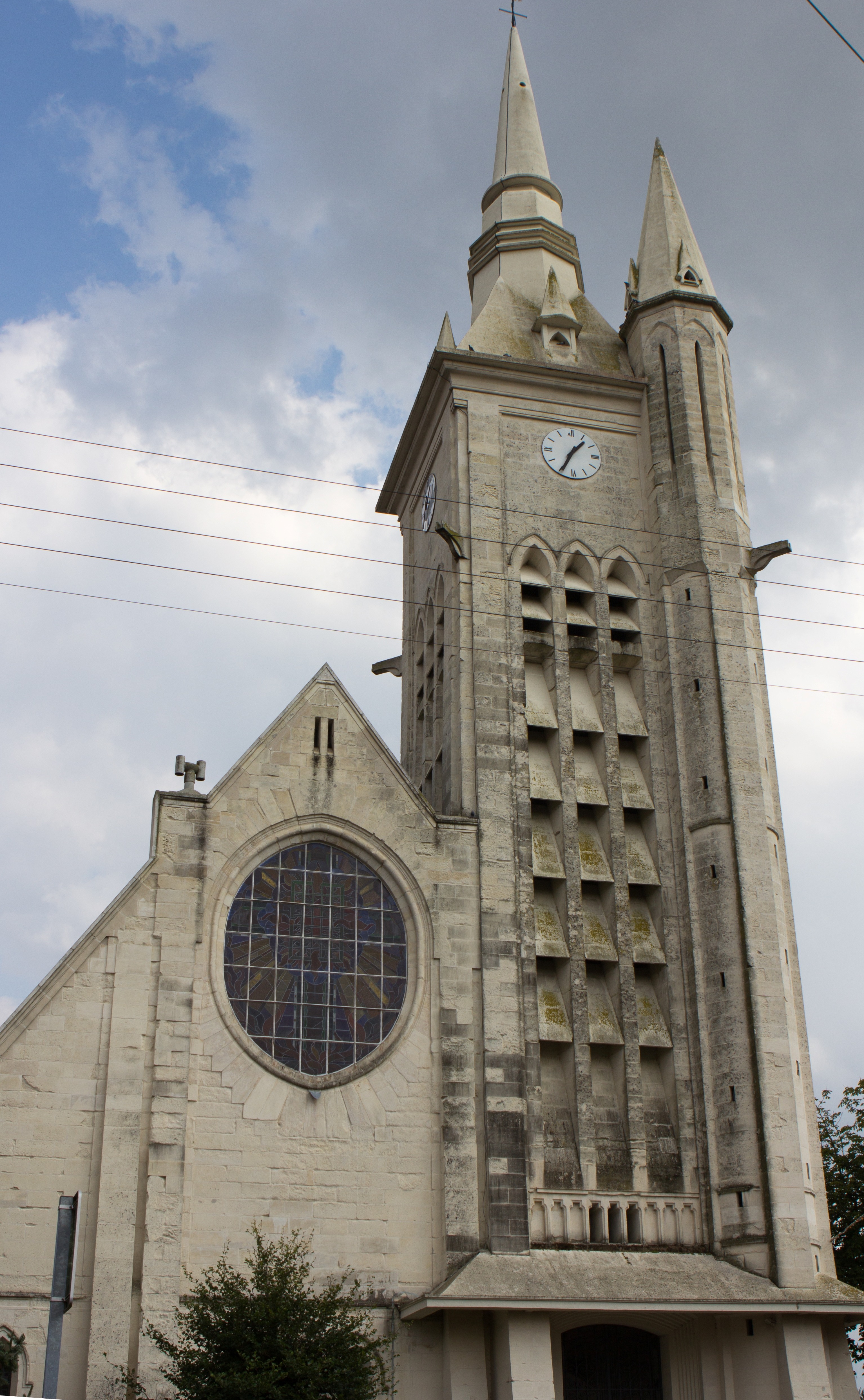
Kirche Saint-Laurent

## Persönlichkeiten
- François Hennebique (1842–1921), Ingenieur
- Henri Gaudier-Brzeska (1891–1915), Bildhauer, hier gefallen

## Gemeindepartnerschaft
Mit der tschechischen Gemeinde Sezemice nad Loučnou besteht eine Partnerschaft.